# Albertinia
Albertinia è una cittadina sudafricana situata nella municipalità distrettuale di Eden nella provincia del Capo Occidentale.
Il piccolo centro prende il nome da Johannes Rudolph Albertyn (1847-1920), il primo pastore della Chiesa riformata olandese a servire questa comunità.